# Giotto-Schule

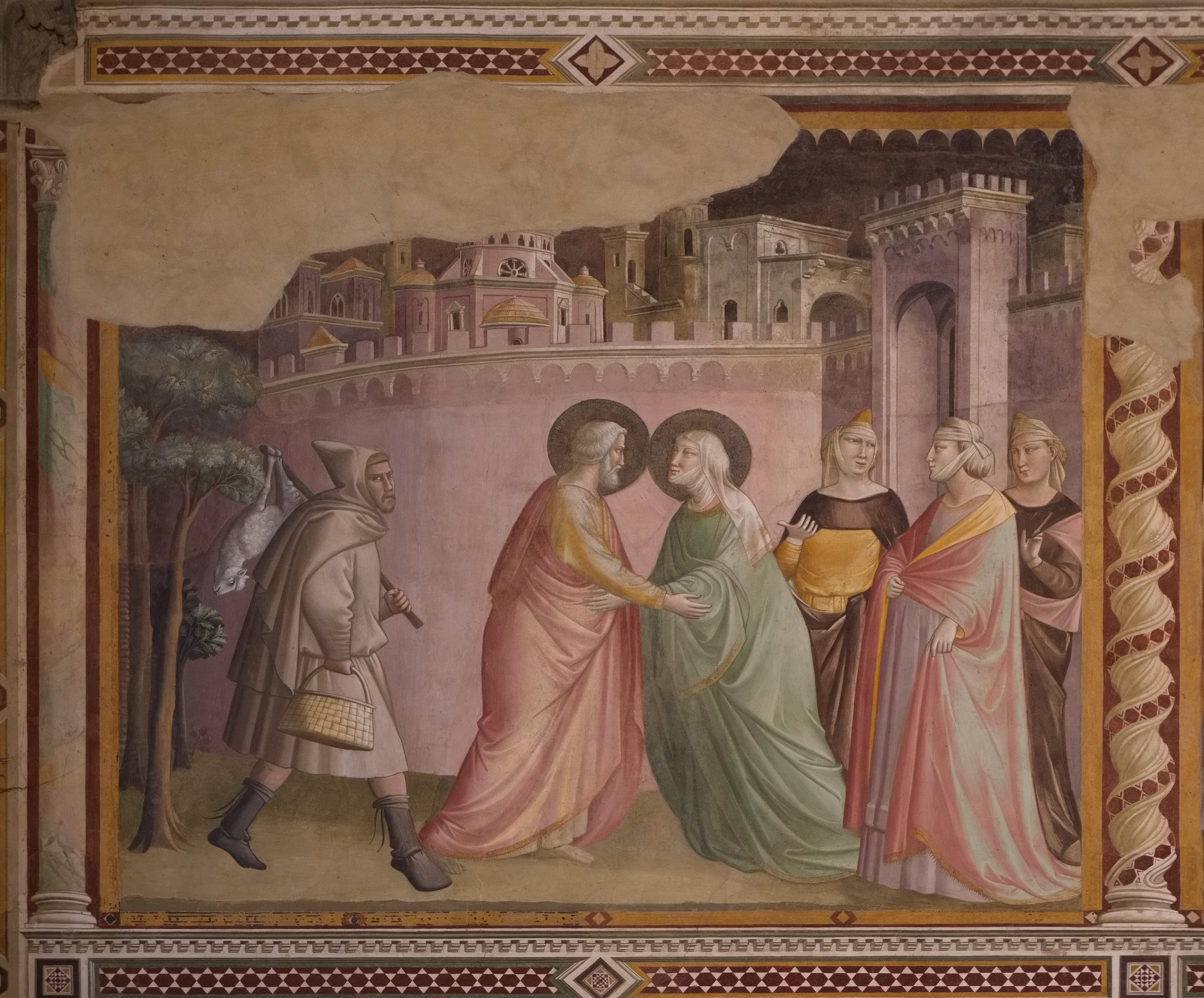
Taddeo Gaddi, Die Heimsuchung, aus Geschichten aus dem Leben der Jungfrau Maria in der Baroncelli-Kapelle in Santa Croce, Florenz

Die Giotto-Schule war eine Malereibewegung des 14. Jahrhunderts, die eine große Anzahl italienischer Maler zusammenbrachte, die durch die Lehre und Nachahmung von Giottos Modellen verbunden waren.

## Beschreibung
Giotto führte die Arbeiten und die zahlreichen Aufträge in seiner Werkstatt mit einer von einer unternehmerischen Logik geleiteten Arbeitsorganisation aus, die die Koordination der Arbeit zahlreicher Mitarbeiter erforderte. Diese Methode, die zuvor nur auf architektonischen Baustellen und von den Bildhauern und Steinmetzen der romanischen und gotischen Kathedralen angewandt worden war, war eine der wichtigsten Neuerungen, die seine Werkstatt in der Malerei einführte, und erklärt auch die Schwierigkeit, viele seiner Werke zu lesen und zuzuordnen.
Außerdem ist Giotto viel herumgekommen und kann als wahrer Vereinheitlicher der italienischen Kunst bezeichnet werden, da seine Werke an den Orten, an denen er sich aufhielt, von Neapel über Padua bis Mailand, bewundert und kopiert wurden. Die Nachahmung Giottos ist jedoch nicht einzigartig, sie überschneidet sich vielmehr mit früheren stilistischen Ablagerungen und variiert auch mit der Entwicklung des Stils des Meisters. Giorgio Vasari nennt die Namen einiger seiner engsten Mitarbeiter, die nicht alle berühmt sind: Taddeo Gaddi, Puccio Capanna, zu denen man die zahlreichen Anhänger und Fortsetzer seines Stils hinzufügen muss, die in den Gegenden, in denen er durchreiste, lokale Schulen gründeten.

## Proto-Giotteschi und Florentiner Meister

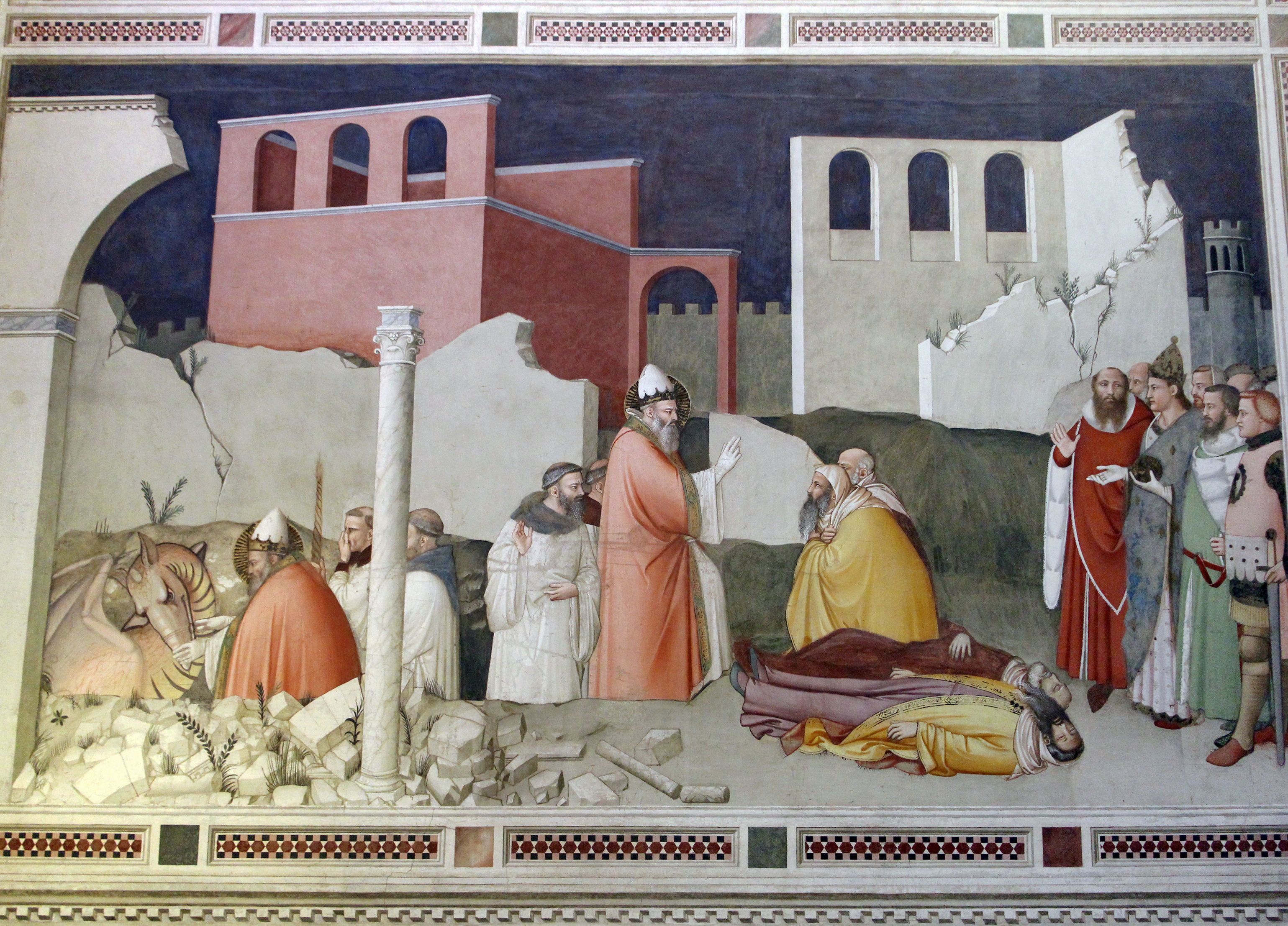
Maso di Banco, Szenen aus dem Leben des Heiligen Sylvester, Bardi di Vernio-Kapelle, Santa Croce, Florenz, 1340

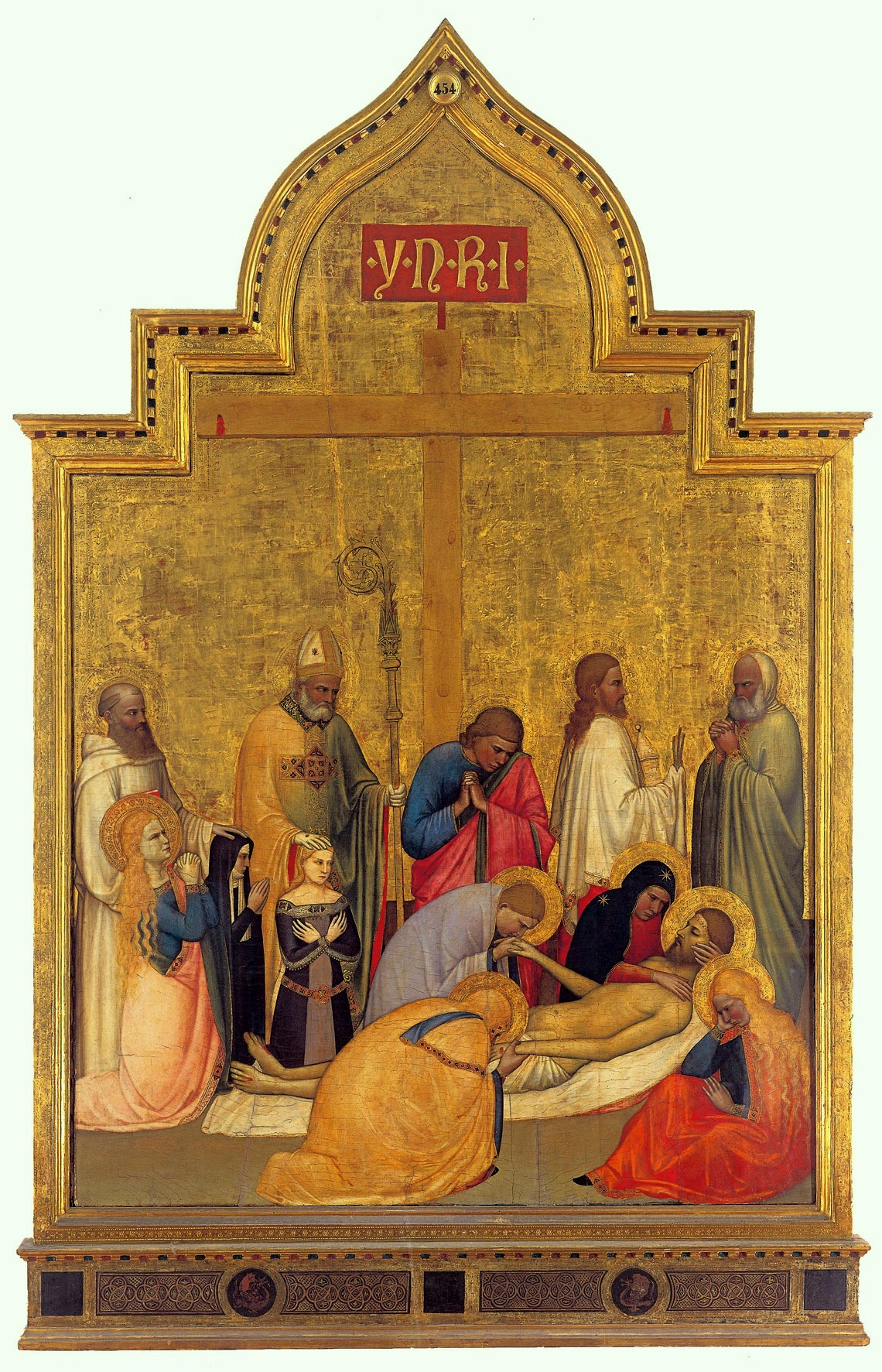
Giottino, Pietà aus San Remigio, um 1365, Tempera auf Holz, 195 × 134 cm, Uffizien, Florenz

In Florenz und der Toskana waren die so genannten protogiotteschi die Anhänger, die Giotto in seiner Stadt bei der Arbeit gesehen hatten. Sie nahmen die Sprache Giottos auf und entwickelten sie auf unterschiedliche Weise weiter: Der so genannte Meister der Santa Cecilia beherrschte beispielsweise die Neuerungen in der architektonischen Gestaltung der Szenen voll und ganz, war aber bei der Umsetzung der menschlichen Figuren eher beschränkt.
Einige Werke, die der Meister selbst in Auftrag gegeben hatte, wurden von seinen engen Mitarbeitern ausgeführt, da der Meister oft mit anderen Verpflichtungen beschäftigt war. Dies gilt zum Beispiel für die Fresken in der Unteren Basilika von Assisi (vielleicht aus dem Jahr 1309), die von einem unbekannten Schüler ausgeführt wurden, der von einigen als „Verwandter Giottos“ bezeichnet wird, vielleicht der Stefano Fiorentino, von dem Giorgio Vasari spricht.
Taddeo Gaddi, der nicht weniger als 24 Jahre in der Werkstatt des Meisters tätig war, bewies bei prestigeträchtigen Aufträgen (wie der Baroncelli-Kapelle in Santa Croce), dass er sich die Lehren Giottos zunutze gemacht hatte, indem er die Figuren in den Szenen mit großer erzählerischer Freiheit anordnete, die dichter sind als die seines Meisters. Er experimentierte auch wieder mit der Perspektive in architektonischen Hintergründen und erzielte dabei sogar kühne Ergebnisse. Die zarten, weichen Gesichtszüge sind ein Hinweis auf die späte Entwicklung von Taddeos Kunst.
Giottos bester Erbe, der die Forschungen des Meisters kohärenter weiterentwickelte, war Maso di Banco, der in der Bardi di Vernio-Kapelle, ebenfalls in Santa Croce (Geschichten des Heiligen Sylvester, 1340), demonstrierte, wie er das Spiel der konvergierenden Kraftlinien verstanden hatte, die das Auge des Betrachters auf die Brennpunkte der Erzählung lenken. In der Szene der Auferweckung zweier Toter durch den heiligen Sylvester beispielsweise schafft der architektonische Hintergrund nicht nur einen realistischen Raum für die Szene, sondern lenkt auch den Blick auf den Protagonisten, der in segnender Pose der Auferstehung der Drusiana in der Peruzzi-Kapelle in Santa Croce entnommen ist.
Andere waren Puccio Capanna, Giottino (Maso di Stefano), Bernardo Daddi, der Meister der Pietá Fogg, Pacino di Buonaguida, Jacopo del Casentino und Stefano Fiorentino. Die biografischen Ereignisse vieler dieser Maler sind noch nicht gut dokumentiert, einige wie Giottino oder Stefano Fiorentino sind noch immer rätselhaft. Zu den besten Nachfolgern gehört Giottino selbst, dem es gelang, seinen Werken eine psychologische und dramatische Tiefe zu verleihen, die noch stärker war als die seines Meisters. 
Der Stil Giottos bedeutete auch eine Vereinheitlichung des florentinischen Geschmacks. Meister, die sich stattdessen an einen nicht giottesken Stil hielten, der gewundener war und sich an die transalpine Gotik anlehnte, wurden faktisch von Aufträgen verdrängt und waren gezwungen, sich anderen Künsten zu widmen oder zu gehen: Der Meister des Kodex des Heiligen Georg widmete sich der Miniaturmalerei, bevor er nach Avignon zog, während der Florentiner Buonamico Buffalmacco, der sich nicht an Giottos erzählerische Synthese hielt, seine Meisterwerke anderswo, auf dem Camposanto Monumentale in Pisa, schuf.

## Umbrien
In Umbrien nimmt der Stil Giottos eine devotionale und volkstümliche Note an, die in den Werken des Maestro delle Vele (Angiolello da Gubbio, Giottos direkter Mitarbeiter), des Expressionistischen Meisters von Santa Chiara, Puccio Capanna und des Maestro Colorista erkennbar ist.

## Die Rimineser Schule

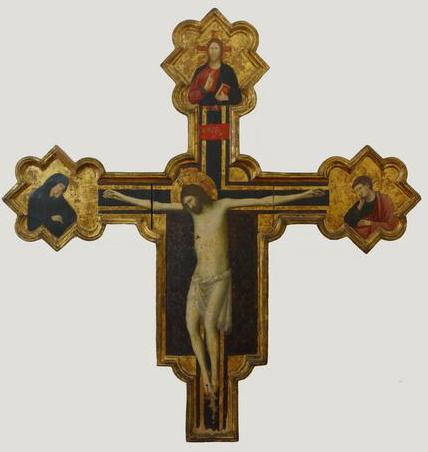
Das Kruzifix von Giovanni da Rimini

In Rimini hielt sich Giotto vermutlich zwischen 1303 und 1309 auf und war in der örtlichen Kirche San Francesco (heute besser bekannt als Tempio Malatestiano) tätig. Von diesem Aufenthalt ist ein bewundernswertes gemaltes Kreuz in dieser Kirche erhalten geblieben. Die Fresken, die in derselben Kirche gemalt wurden, wurden später bei den von den Malatesta geförderten Renovierungsarbeiten zerstört, als sie dieses Gotteshaus in ihre eigene Pfalzkapelle verwandelten. Aus diesem Aufenthalt des Meisters entstand eine Schule, die mit Pietro da Rimini, Neri da Rimini, Giuliano da Rimini, Giovanni da Rimini eine kurze Blütezeit erlebte, der Maestro dell’Arengario und die Autoren sehr interessanter Werke wie der Maestro di Tolentino und seine Fresken in der Basilika San Nicola da Tolentino und der Abtei Pomposa, der die giotteske Matrix mit lokalen und vor allem bolognesischen Einflüssen filterte.
Diese Rimineser Schule schuf auch Meisterwerke auf dem Gebiet der Miniaturmalerei. Die Produktion dieser Schule, von der man annimmt, dass sie auf eine einzige Werkstatt beschränkt war, scheint in der Mitte des 12. Jahrhunderts plötzlich verschwunden zu sein: Es wird angenommen, dass alle ihre Vertreter durch den großen Schwarzen Tod umgebracht wurden. Ein Anhängsel der Schule von Rimini ist die Forliveser Schule. Vasari selbst nannte Ottaviano da Faenza, Guglielmo da Forlì oder Guglielmo degli Organi unter den besten Anhängern Giottos. Zu einer späteren Periode gehören der geheimnisvolle Augustinus, Autor der Fresken in der Kirche Santa Maria in Laterano in Schiavonia in Forlì, und Baldassare Carrari der Ältere.

## Die nördliche Schule
In Mailand hielt sich Giotto zwischen 1335 und 1336 auf und malte einen verlorenen Freskenzyklus im Palast von Azzone Visconti. Das stark zerstörte Fresko der Kreuzigung in der Kirche San Gottardo in Corte wird seiner Schule zugeschrieben, mit lebhaft charakterisierten Gesichtern und einem weichen, farbenprächtigen Pinselstrich, der möglicherweise auf einen Verwandten Giottos oder auf einen lombardischen Meister zurückgeht, der mit der Florentiner Gruppe in Kontakt stand. Die Fresken des Tiburio im Kloster Chiaravalle Milanese (um 1340) stammen ebenfalls aus diesem toskanischen Einfluss auf die lombardische Kunst. Der bedeutendste Giotto-Maler des Nordens war jedoch Giovanni da Milano, der bis dahin im dritten Viertel des 14. Jahrhunderts. Die Kunst Giottos beeinflusste auch die anderen nördlichen Schulen und wurde oft weiterentwickelt, wie die Werke von Turone di Maxio, Altichiero, Guariento, Stefano da Ferrara oder Giusto de’ Menabuoi, die vor allem zwischen Padua und Verona tätig waren, zeigen.
In Venetien wurde vor allem in Padua die Saat von Giotto gesät (der in der Stadt bewundernswerte Beispiele hinterließ, vor allem die Scrovegni-Kapelle und den verlorenen Zyklus des Palazzo della Ragione), mit den Meisterwerken von Altichiero (Jakobus-Kapelle in der Basilika des Heiligen Antonius, realisiert mit dem Beitrag von Jacopo Avanzi, und das Oratorium von Sankt Georg) und dem toskanischen Menabuoi (Belludi-Kapelle, ebenfalls in der Basilica del Santo und im Baptisterium).

## Die Römische Schule (Malerei des 14. Jahrhunderts)
Das Verhältnis zwischen Giotto und der Römische Schule ist bis heute unklar, insbesondere sind sich die Gelehrten nicht einig, ob es die Römer (Pietro Cavallini, Jacopo Torriti u. a.) waren, die Giotto und die Toskaner beeinflussten oder umgekehrt. Diesbezüglich ist es wahrscheinlich, dass Giotto einen jugendlichen Aufenthalt in Rom hatte, aber sicherlich hatten die beiden Schulen auf der Baustelle in Assisi Kontakt. Die Hochregister der Obere Basilika sind in der Tat weitgehend der römischen Schule zuzuordnen, insbesondere von Torriti. Dagegen ist die Herkunft der Tafeln mit den Geschichten Isaaks (die traditionell Giotto zugeschrieben werden) umstritten. Einige Kritiker schreiben diese beiden Szenen römischen Handwerkern zu (auch Cavallini wird genannt), eine Hypothese, die, wenn sie zuträfe, die These vom römischen Primat bei der Erneuerung der italienischen Malerei im 14. Jahrhundert stützen würde.
Was Assisi betrifft, so wird sogar für die berühmten Fresken der Franziskuslegende (deren Zuschreibung an Giotto absolut vorherrschend ist) seit einiger Zeit eine zumindest teilweise römische Vaterschaft angenommen, insbesondere aufgrund der stilistischen und technischen Ähnlichkeiten, die diese Fresken und die von Cavallini in der Basilika Santa Cecilia in Trastevere in Rom kennzeichnen würden (die jahrzehntelange Diskussion ist Teil der so genannten Giotto-Frage). Auch die jüngste Restaurierung des Allerheiligstes in der Lateranbasilika lieferte weitere Argumente für den Streit zwischen Rom und Florenz um den Vorrang der Rückkehr zum bildlichen Naturalismus in Italien. Nach der Verlegung des Papsttums nach Avignon im Jahr 1309 gingen die künstlerischen Aktivitäten in Rom jedenfalls unaufhaltsam zurück. Dennoch wurde Rom gerade während der Gefangenschaft in Avignon um ein weiteres Meisterwerk Giottos bereichert: das Stefaneschi-Polyptychon (Vatikanische Pinakothek). Doch die Anregung stieß diesmal auf taube Ohren: Die große malerische Aktivität sollte in Rom erst im späten 15. Jahrhundert wieder einsetzen, und der Beitrag der einheimischen Künstler war spärlich.

## Neapel
Auch in Neapel hinterließ die Anwesenheit Giottos einen bleibenden Eindruck, der sich zu den vorangegangenen französischen und sienesischen Einflüssen hinzugesellte, wie man an den Werken von Künstlern wie Roberto d’Oderisio (ab den 1430er Jahren tätig und bis 1382 erwähnt) sehen kann, der die Kirche der Incoronata mit Fresken von aristokratischer Eleganz ausschmückte (heute abgetrennt und in der Santa Chiara erhalten). In Neapel hingegen trug wahrscheinlich der Römer Pietro Cavallini, der in der Basilika San Domenico Maggiore und in der Kirche Santa Donnaregina tätig war, zu den lokalen Aktivitäten bei.

## Siena
Obwohl die Künstler der Sieneser Schule eine Kunst entwickelten, die sich von der Giottos unterschied und der linearen Weichheit des transalpinen Raums näher stand, wurden einige von ihnen von den räumlichen und volumetrischen Neuerungen des Florentiner Meisters beeinflusst. Insbesondere die Brüder Pietro und Ambrogio Lorenzetti, die sich während ihrer Jugend in Florenz aufhielten, malten Werke, in denen die Figuren majestätisch und kompakt sind, eingehüllt in Mäntel, die vom Licht so getroffen werden, dass Nuancen entstehen, die die Plastizität der Körper verstärken. Auch die Schaffung illusionistischer Räume von zunehmender Komplexität und Tiefe war von der Kenntnis der Leistungen Giottos nicht zu trennen (wie in Darstellung im Tempel von Ambrogio Lorenzetti, 1342).